# Élections cantonales bernoises de 2022
Les élections cantonales bernoises de 2022 ont lieu le 27 mars 2022 afin de renouveler pour quatre ans les membres du parlement et du gouvernement du canton suisse de Berne.
Les Verts et les Vert'libéraux gagnent chacun cinq sièges au Grand Conseil, tandis que le PS en perd six, retombant à son niveau de 2014. L'UDC demeure le plus grand parti du canton, même s'il perd deux sièges. Les résultats du scrutin pour le Conseil-exécutif donnent une forte stabilité, le PS et l'UDC obtenant deux sièges chacun, tandis que Le Centre, le PLR et les Verts en décrochent un chacun. Enfin, au Conseil du Jura bernois, l'UDC conserve la tête, suivie par le PSA-SJ, le PLR, le PS et les Verts.

## Mode de scrutin

### Grand Conseil
Le Grand Conseil est élu tous les quatre ans au scrutin proportionnel plurinominal.

### Conseil du Jura bernois
Les citoyens de l'arrondissement administratif du Jura bernois élisent le Conseil du Jura bernois au scrutin proportionnel. Les 24 sièges attribués pour une législature de quatre ans se répartissent de la manière suivante : 11 pour le district de Moutier, 10 pour celui de Courtelary et 3 pour celui de La Neuveville.
Cette élection découle de la loi sur le statut particulier.

### Conseil-exécutif
Les membres du Conseil-exécutif sont élus tous les quatre ans au scrutin majoritaire à deux tours.
Le canton de Berne étant bilingue français et allemand, la constitution cantonale bernoise garantit un siège à un francophone au Conseil-exécutif. Le siège francophone est attribué selon un calcul spécifique appelé « moyenne géométrique », qui donne plus de poids aux suffrages exprimés dans le Jura bernois. Cette moyenne géométrique est la racine carrée du produit des suffrages exprimés dans le Jura bernois et des suffrages exprimés dans l’ensemble du canton. Ainsi, un candidat qui arrive premier dans le Jura bernois peut être élu même s'il arrive derrière le septième candidat ayant obtenu le plus de voix sur l'ensemble de canton et même si celui-ci atteint la majorité absolue, constituée de la moitié des bulletins valables plus un.

## Contexte
C'est la dernière élection bernoise à laquelle participe la ville de Moutier, qui a voté son rattachement au canton du Jura le 28 mars 2021.

### Conseil-exécutif
Beatrice Simon ne se représente pas au gouvernement après trois mandats successifs. Les six autres membres du collège briguent un nouveau mandat. Le principal enjeu de l'élection est la conservation ou la perte de la majorité bourgeoise au gouvernement,.
Le bloc bourgeois (Le Centre, PLR, UDC et UDF) présente la candidature de la centriste Astrid Bärtschi, chef d'entreprise peu connue, ancienne secrétaire générale du Parti bourgeois-démocratique et présidente en 2022 du législatif d'Ostermundigen, tandis que le camp rose-vert (PS et Verts) présente le maire socialiste de Bienne Erich Fehr, positionné à la droite de son parti et bénéficiant d'une plus grande notoriété, surtout dans les centres,. Astrid Bärtschi est toutefois considérée comme favorite, notamment parce qu'elle est la seule femme du ticket bourgeois, que le Centre semble avoir droit à un siège compte tenu de son poids électoral et que l'élection d'Erich Fehr donnerait au PS trois sièges sur sept au gouvernement alors qu'il n''occupait que 24 % des sièges au parlement lors de la dernière législature.

### Grand Conseil
Un nombre record de candidats se présentent à l'élection (2 213, sur 158 listes).
À trois jours du vote, les Vert'libéraux sont donnés gagnants au Grand Conseil, où ils devraient progresser de trois à cinq sièges. Selon le journal Le Temps, ils séduiront notamment des électeurs masculins du PS, des électeurs libéraux-radicaux déçus par le discours pronucléaire du nouveau président au niveau national Thierry Burkart et des électeurs de l'ancien PBD fusionné avec Le Centre.

## Résultats

### Grand Conseil
Les Verts et les Vert'libéraux gagnent chacun cinq sièges, tandis que le PS en perd six, retombant à son niveau de 2014. L'UDC reste le plus grand parti du canton, même s'il perd deux sièges.
Le centre-droit totalise 81 sièges, contre 79 au centre-gauche (si on y comptabilise les Vert'libéraux, situés à gauche sur les questions d'environnement et de politique familiale).
|                           |                                       |                |      |      |     |        |               |  |  |
| Parti                     | Parti                                 | Sigle          | Voix | %    | +/- | Sièges | +/-           |  |  |
|                           | Union démocratique du centre          | UDC            |      | 25,8 | 0,9 | 44     | 2             |  |  |
|                           | Parti socialiste                      | PS             |      | 18,9 | 3,3 | 32     | 6             |  |  |
|                           | Les Verts                             | PES            |      | 12,7 | 2,7 | 19     | 5             |  |  |
|                           | Parti libéral-radical                 | PLR            |      | 11,3 | 0,4 | 18     | 2             |  |  |
|                           | Vert'libéraux                         | PVL            |      | 9,8  | 2,9 | 16     | 5             |  |  |
|                           | Le Centre                             | LC             |      | 7,4  | 2,0 | 12     | 1             |  |  |
|                           | Parti évangélique                     | PEV            |      | 5,6  | 0,6 | 9      | 1             |  |  |
|                           | Union démocratique fédérale           | UDF            |      | 4,0  | 0,4 | 6      | 1             |  |  |
|                           | Parti socialiste autonome du Jura Sud | PSA            |      | 0,7  | 0,4 | 1      | 1             |  |  |
|                           | Divers                                | Ind            |      | 4,0  | 1,8 | 3      | 2             |  |  |
| Total des voix            | Total des voix                        | Total des voix |      | 100  |     |        |               |  |  |
|                           |                                       |                |      |      |     |        |               |  |  |
| Votes valides             |                                       |                |      |      |     |        |               |  |  |
| Votes blancs et invalides |                                       |                |      |      |     |        |               |  |  |
| Total                     | Total                                 | Total          |      | 100  | -   | 160    | en stagnation |  |  |
| Abstention                |                                       |                |      |      |     |        |               |  |  |
| Inscrits / participation  |                                       |                |      |      |     |        |               |  |  |

### Conseil du Jura bernois
|                           | Union démocratique du centre          | UDC                       | 77 439  | 30,70 |   | 8  | 1             |  |  |
|                           | Parti libéral-radical                 | PLR                       | 35 791  | 14,20 |   | 3  | 2             |  |  |
|                           | Parti socialiste                      | PS                        | 32 872  | 13,00 |   | 3  | 3             |  |  |
|                           | Les Verts                             | PES                       | 31 169  | 12,40 |   | 3  | en stagnation |  |  |
|                           | Ensemble socialiste                   | ES                        | 19 196  | 7,60  |   | 2  | 2             |  |  |
|                           | Parti socialiste autonome du Jura Sud | PSA                       | 17 639  | 7,00  |   | 2  | 1             |  |  |
|                           | Le Centre                             | LC                        | 13 062  | 5,20  |   | 1  | en stagnation |  |  |
|                           | Parti évangélique                     | PEV                       | 12 604  | 5,00  |   | 1  | 1             |  |  |
|                           | Union démocratique fédérale           | UDF                       | 6 741   | 2,70  |   | 1  | 1             |  |  |
|                           | Les Vert'libéraux                     | PVL                       | 4 197   | 1,70  |   | 0  | en stagnation |  |  |
|                           | Parti Vert Alternataif                | PVA                       | 1 462   | 0,60  |   | 0  | en stagnation |  |  |
| Total des voix            | Total des voix                        | Total des voix            | 252 172 | 100   |   |    |               |  |  |
|                           |                                       |                           |         |       |   |    |               |  |  |
| Votes valides             | Votes valides                         | Votes valides             | 10 940  |       |   |    |               |  |  |
| Votes blancs et invalides | Votes blancs et invalides             | Votes blancs et invalides | 129     |       |   |    |               |  |  |
| Total                     | Total                                 | Total                     | 11 069  | 100   | - | 24 | en stagnation |  |  |
| Abstention                | Abstention                            | Abstention                |         | 69.9  |   |    |               |  |  |
| Inscrits / participation  | Inscrits / participation              | Inscrits / participation  | 36 775  | 30.1  |   |    |               |  |  |

### Conseil-exécutif
Selon l'analyse du Temps, « l'alliance de droite a nettement mieux fonctionné avec un écart de 17 000 voix entre le premier et le dernier candidat du ticket », contre 35 000 voix d'écart pour l'alliance de gauche : l'UDC a ainsi clairement soutenu Astrid Bärtschi, tandis qu'on « peut en douter » pour les Verts avec Erich Fehr, eux qui avaient souhaité initialement lancer un second candidat.
Pour Marc Bühlmann, directeur de l'Année politique suisse, la réélection de tous les sortants et le bas niveau de participation confirment que le canton de Berne a voté la stabilité.
| Candidats                | Candidats                | Partis                   | Premier tour | Premier tour | Premier tour |
| Candidats                | Candidats                | Partis                   | Voix         | %            | Élu          |
| ------------------------ | ------------------------ | ------------------------ | ------------ | ------------ | ------------ |
|                          | Christoph Ammann         | PS                       | 122 356      | 53,04        | Élu          |
|                          | Philippe Müller          | PLR                      | 121 085      | 52,49        | Élu          |
|                          | Christine Häsler         | PES                      | 120 981      | 52,45        | Élue         |
|                          | Pierre Alain Schnegg     | UDC                      | 117 143      | 50,78        | Élu          |
|                          | Evi Allemann             | PS                       | 115 757      | 50,18        | Élue         |
|                          | Astrid Bärtschi          | LC                       | 109 733      | 47,57        | Élue         |
|                          | Christoph Neuhaus        | UDC                      | 103 979      | 45,08        | Élu          |
|                          | Erich Fehr               | PS                       | 87 765       | 38,05        | Non élu      |
|                          | Christine Grogg          | PEV                      | 47 283       | 20,50        | Non élue     |
|                          | Casimir von Arx          | PVL                      | 41 369       | 17,93        | Non élu      |
|                          | Peter Gasser             | PSA                      | 15 992       | 6,93         | Non élu      |
|                          |                          |                          |              |              |              |
| Votes valides            | Votes valides            | Votes valides            | 230 669      | 99,16        |              |
| Votes blancs             | Votes blancs             | Votes blancs             | 950          | 0,41         |              |
| Votes nuls               | Votes nuls               | Votes nuls               | 1 011        | 0,43         |              |
| Total                    | Total                    | Total                    | 232 630      | 100          |              |
| Abstention               | Abstention               | Abstention               | 512 299      | 68,78        |              |
| Inscrits / participation | Inscrits / participation | Inscrits / participation | 744 929      | 31,23        |              |